# Bajonetten 7
Bajonetten 7 ou Strandvägen 57 est un édifice historique du quartier Östermalm à Stockholm en Suède,.

## Description
Bajonetten 7 est situé dans l'ilôt Bajonetten, à l'angle de Strandvägen 57 et de Storgatan 60.
Le bâtiment a été érigé entre 1895 et 1900 selon les plans des architectes Ludvig Peterson et Ture Stenberg par Carl Oscar Lundberg qui était a la fois le propriétaire et le maître d'œuvre . 
Le bien est marqué en bleu par le Musée municipal de Stockholm, ce qui signifie « que le bâtiment est considéré comme ayant des valeurs culturelles et historiques particulièrement élevées ».

## Architecture
Bajonetten 7 est un bon exemple de style arc en plein cintre d'inspiration américaine.
L'édifice est nettement différent des autres bâtiments de l'îlot et des autres batiments de Strandväg.
C'est après la maison Bünsow, la création la plus personnelle.
Les façades sont construites en brique rouge provenant de la propre briqueterie de Carl Oscar Lundberg située sur la rive du lac Mälaren, près d'Eskilstuna. 
La maison est faite de briques de forme rouge classique qui forment des motifs uniques et décoratifs sur la façade. La façade s'inspire du romantisme national, qui aimait utiliser des matériaux naturels. Les fenêtres sont simples et disposées symétriquement sans balcons. Ce qui les différencie, c'est que certaines sont en forme de croissant au sommet. Au-dessus des entrées s'élèvent de larges baies vitrées se terminant par une tour conique.
Vers l'est dominent deux tours d'angle monumentales, couronnées par des toits en forme de cône, couverts de tôle peinte en noir. 
Le motif est reconnaissable de la Strindberghuset (sv).
Les fenêtres sont simples et disposées symétriquement sans balcons. Ce qui les différencie, c'est que certains sont en forme de croissant au sommet. Au-dessus des entrées s'élèvent de larges baies vitrées se terminant par une tour conique.
L'entrée principale, située rue Strandvägen, comporte deux niveaux différents.
Le premier niveau est l'entrée de la cage d'escalier elle-même et de là, trois couloirs mènent aux différents escaliers du bâtiment.
Le hall d'entrée présente des voûtes croisées peintes et l'escalier d'entrée comporte des marches en granit et des poutres en bois visibles au plafond. 
La partie inférieure du mur est couverte d'enduit tyrolien.
La partie supérieure du mur s'inspire beaucoup du style Art Nouveau. Les motifs détaillés étaient constitués de feuilles, de baies, de fruits et de fleurs aux couleurs naturelles et primaires que le style Art Nouveau préconise fortement.
Les trois cages d'escalier sont conçues différemment avec des sols en marbre ou en pierre artificielle, des marches en marbre ou en pierre calcaire blanche.
Dans les années 1914 à 1916, une rénovation et une extension majeures furent réalisées selon les plans du bureau d'architecture Hagström & Ekman. Puis la maison fut agrandie vers l'est et une partie du grenier fut aménagée en logement. Depuis, plusieurs changements ont eu lieu, notamment un espace de stationnement dans la cour souterraine ajouté dans les années 1930, ainsi qu'un nouveau vestibule face à Strandvägen et l'agrandissement de l'aile ouest d'un étage. 
Au cours des années 1940 et 1950 une série de rénovations des appartements du rez-de-chaussée a été réalisée. Dans les années 1960, le rez-de-chaussée a été transformé en bureaux.

## Galerie

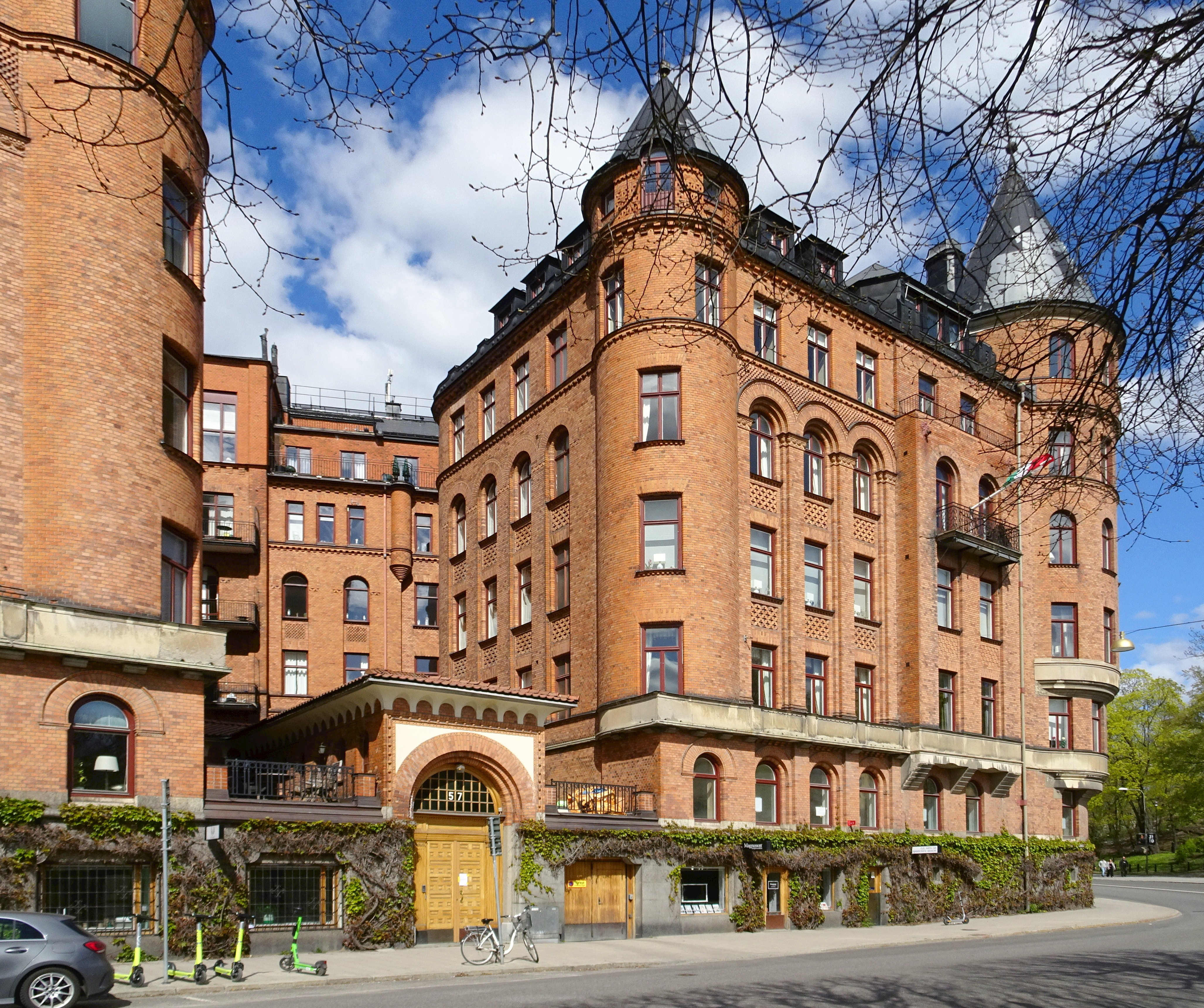
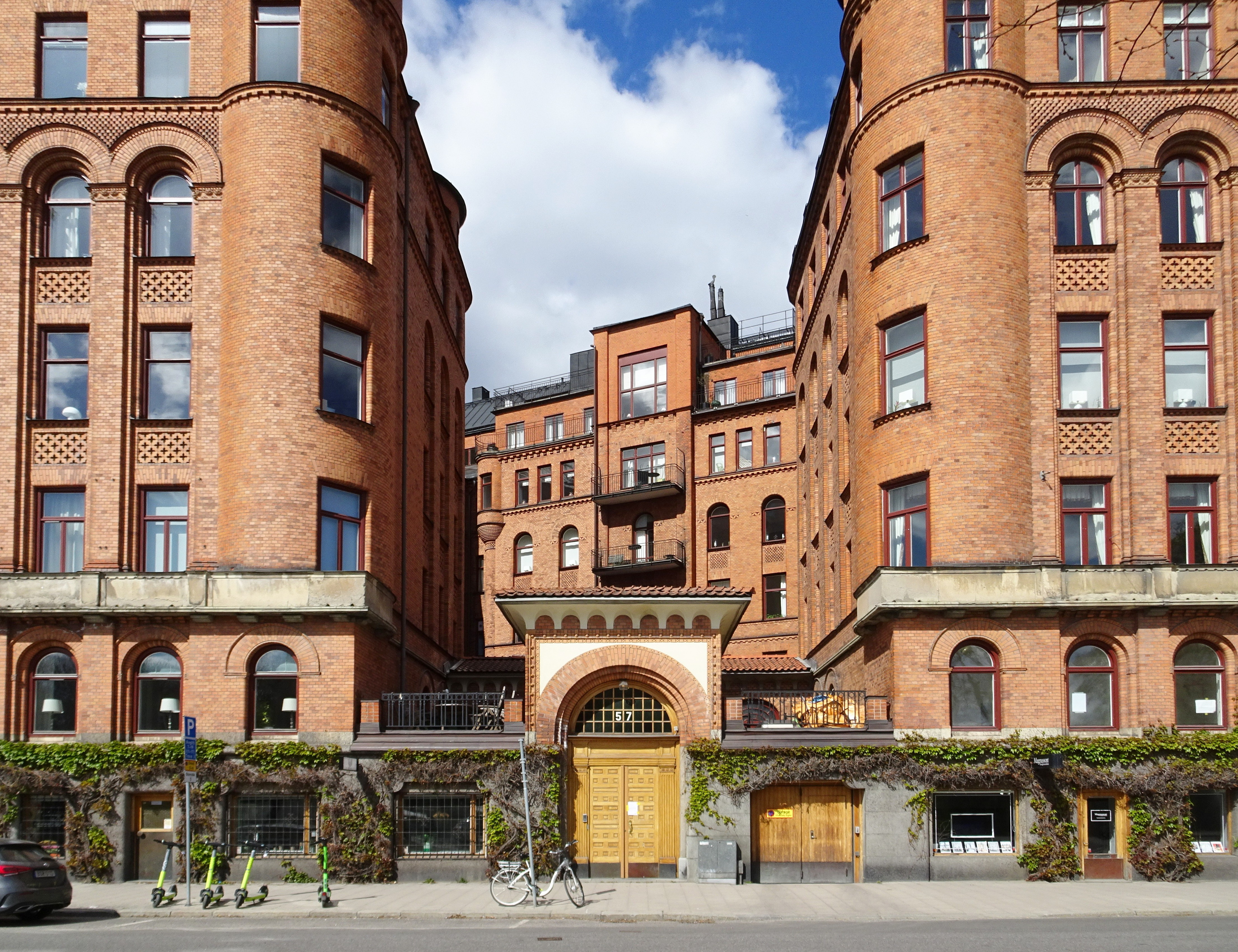
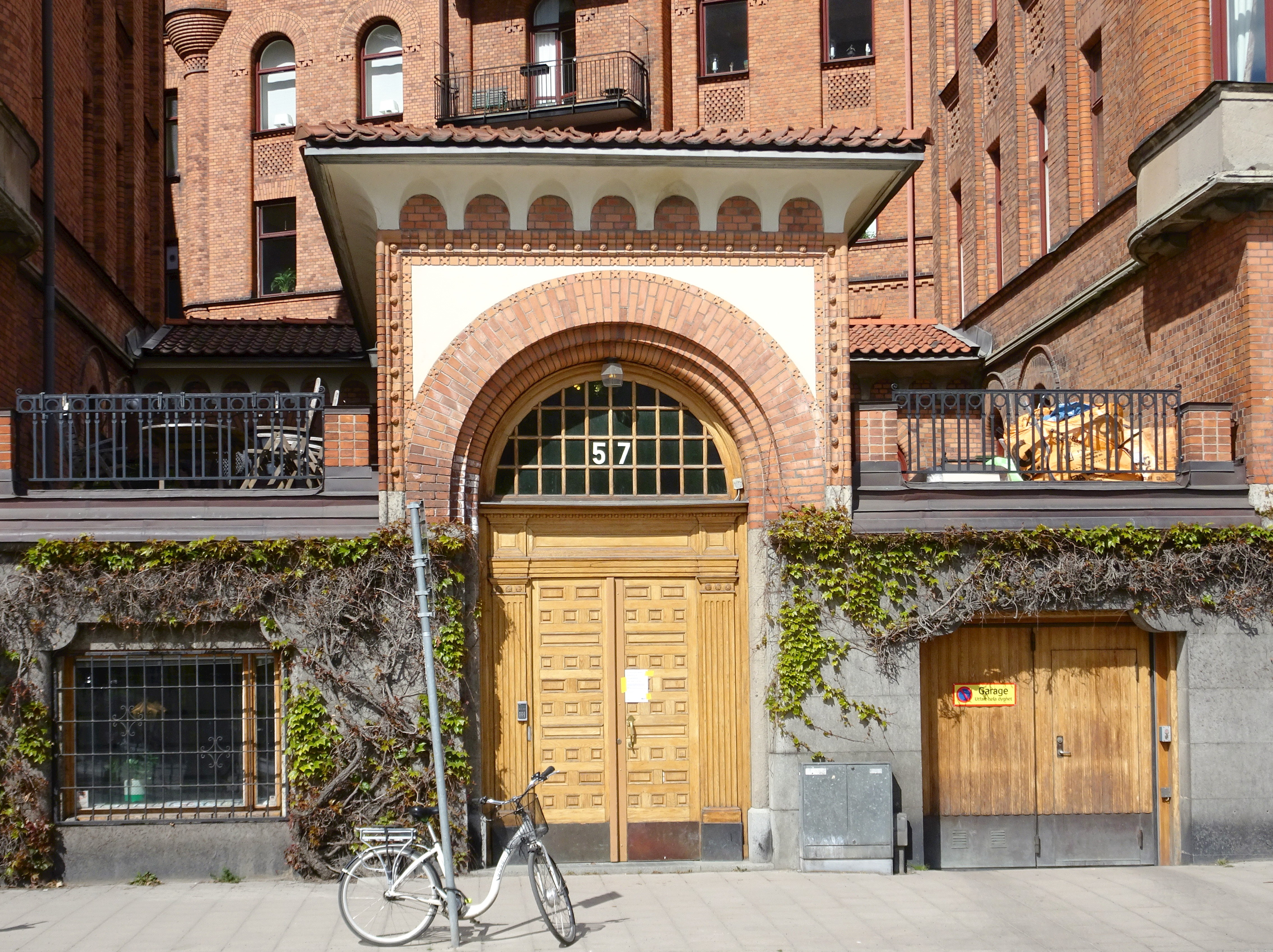
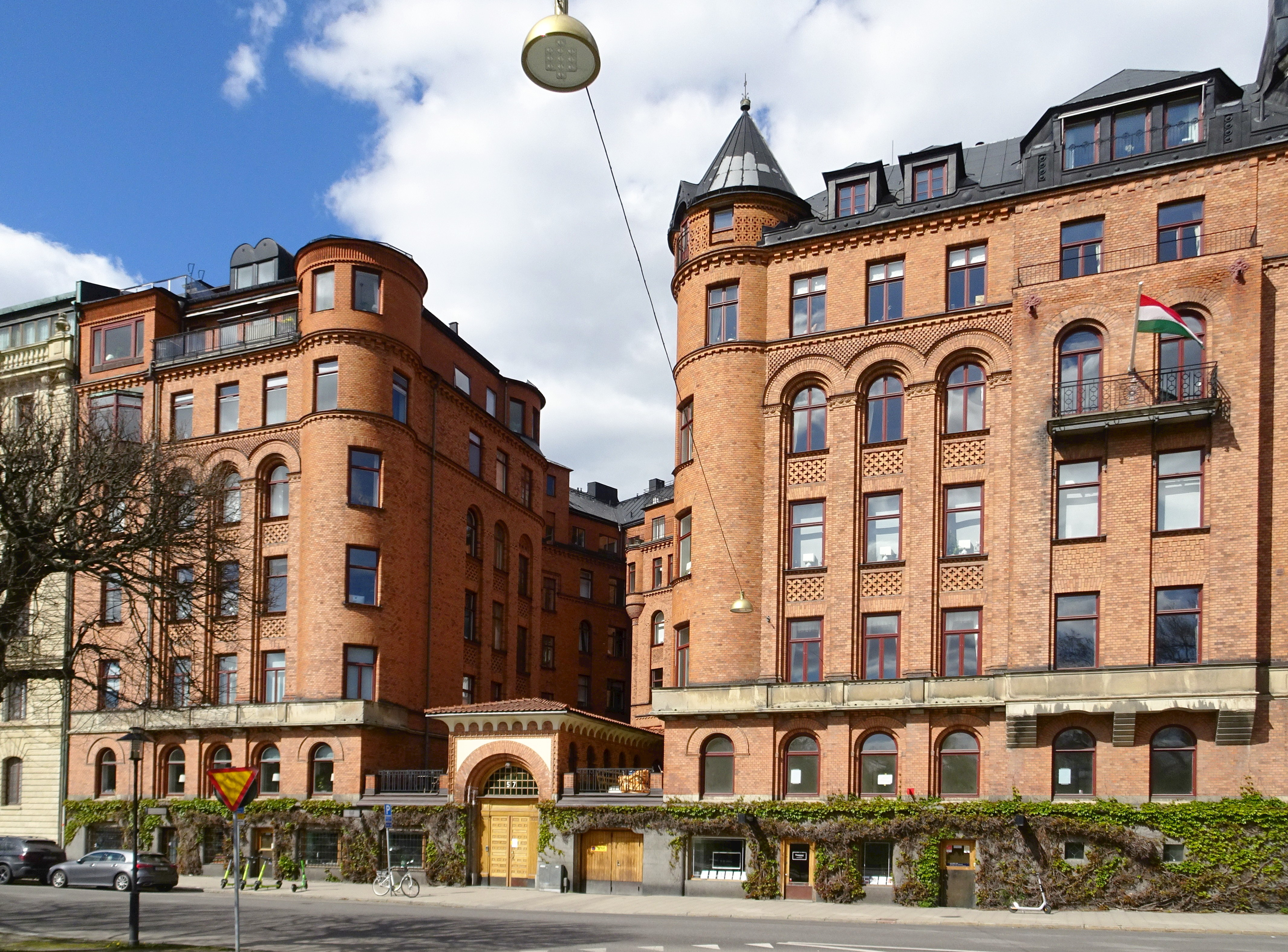